# ビジネス・イノベーションセンター
ジェトロ ビジネス・イノベーションセンター（英称：U.S.-Japan Business Innovation Center、BIC）は、独立行政法人日本貿易振興機構（ジェトロ）が非営利で運営するアメリカ合衆国カリフォルニア州サンノゼ市（シリコンバレー）にあるベンチャー企業支援施設。
オフィススペース、ビジネス・コンサルティングなどの無償提供や、ネットワーキング支援、米国生活アドバイスを通じて日本のベンチャー企業の米国進出を支援している。

## 沿革
- 2001年 サンノゼ市が運営する外国企業向けインキュベーションセンターであるUS Market Access Center(US-MAC)内に設立。

## 主なサービス
- オフィススペースの無償提供
- ビジネス・コンサルティングの無償提供
- 専門家（弁護士、会計士など）の紹介
- 米国での生活アドバイスサービス （米国ビザ取得、銀行口座開設など）
- ネットワーキング支援（スタンフォード大学、現地起業家・ハイテク企業など）